# Paul Oesten
Paul Wilhelm Oesten (* 19. September 1874 in Berlin; † 4. Dezember 1936 in Berlin-Wannsee) war ein deutscher Bildhauer.

## Leben
Paul Oesten studierte ab Februar 1893 mehrere Semester an der Königlichen Akademischen Hochschule für die bildenden Künste zu Berlin. Nachdem er zwischenzeitlich im eigenen Atelier tätig war, wurde er ab dem Sommersemester 1901 als Meisterschüler von Reinhold Begas an der Königlichen Akademie der Künste zu Berlin aufgenommen. Nach dem Wechsel des Vorstehers ab April 1903 verblieb er dort unter der Leitung von Ludwig Manzel bis zum Sommersemester 1905. Während seiner Studienzeit gewann er im Jahr 1905 den Rom-Preis der Dr. Paul Schultze-Stiftung für Bildhauer des Meisterateliers der Akademie. Der Preis ermöglichte ihm einen einjährigen Aufenthalt in Rom in der Villa Strohl-Fern. Dort verweilte er aber nur kurzzeitig in den Sommermonaten des Jahres 1906.
Er war langjähriges Mitglied im Verein Berliner Künstler. 
Er lebte und arbeitete in Berlin, wo er seit 1913 mit Alice Schoeller (* 1890) verheiratet war, der Tochter des Bankiers Alexander Schoeller. Sie hatten zwei gemeinsame Söhne.

## Werke (Auswahl)
Zu den bekanntesten und meistverkauften Werken Oestens gehört die Bronzefigur Satyr, die in der Zeit um 1900 bis circa 1910 von der Bildgießerei Gladenbeck in verschiedenen Größen handwerklich umgesetzt wurde. Die Figur zeigt einen jungen Satyrisken oder Faunus mit spitzen Ohren und Schweif und trägt oft die Aufschrift Erblich belastet, was mit dem kritischen Blick des Mischwesens auf seinen Schweif ironisch zu verstehen ist.
Andere Arbeiten Oestens tragen Titel wie Abschied (1920), Danaiden-Brunnen (Goldmedaille auf der Großen Berliner Kunstausstellung 1906), Diana und die Panther, Fütterung oder Der Fahrer (Münchener Glaspalast).

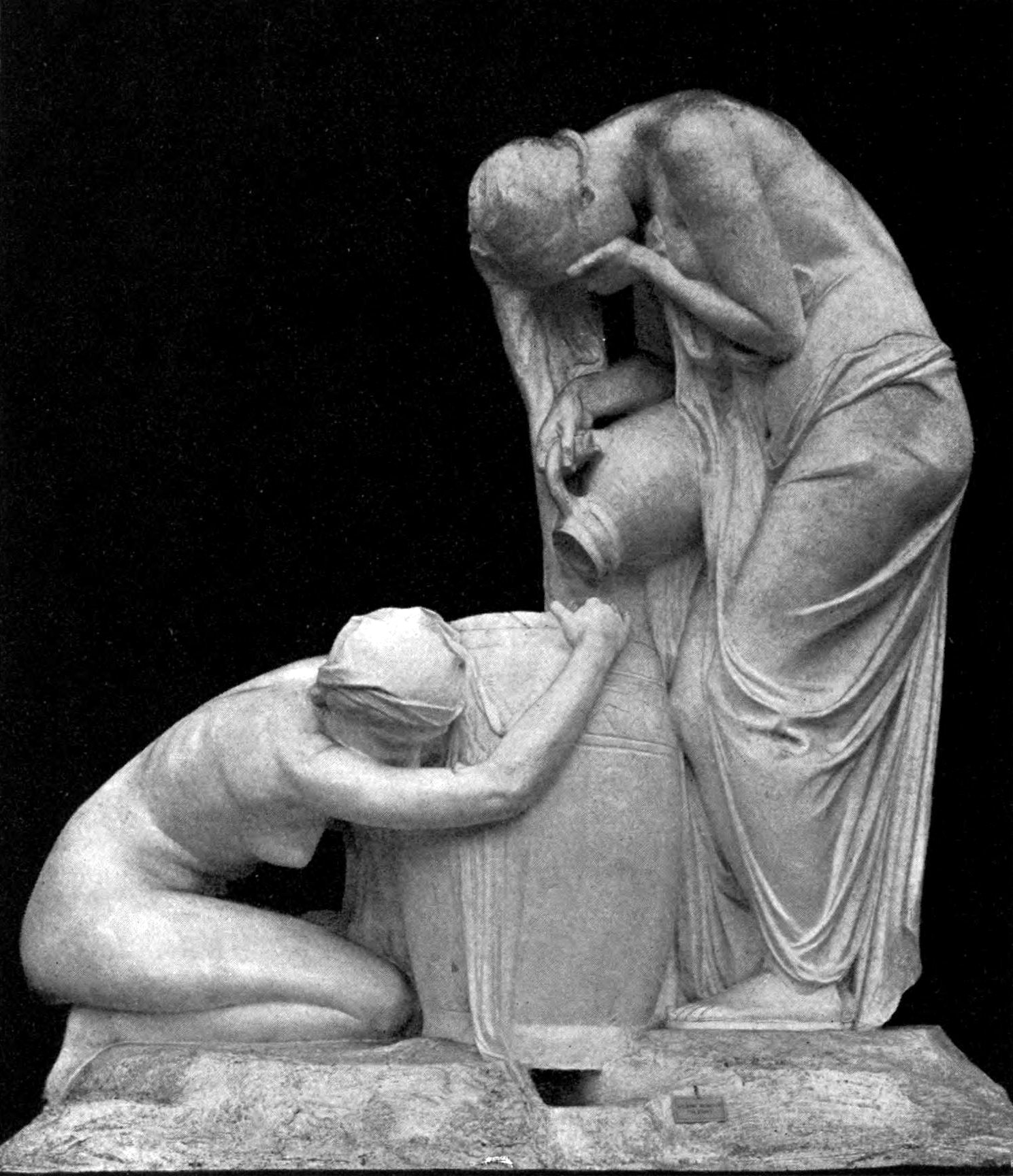
Der Danaiden-Brunnen
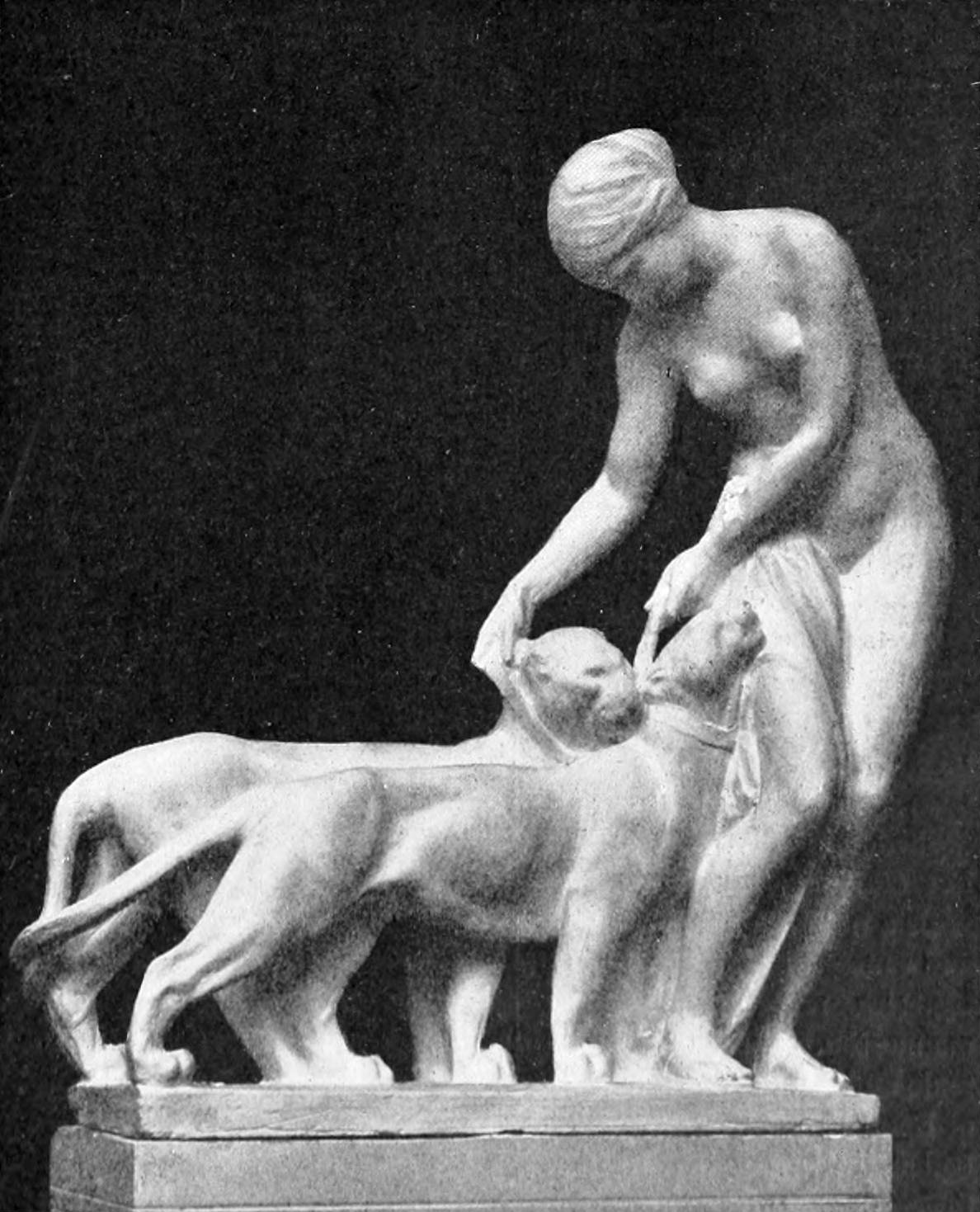
Diana und die Panther
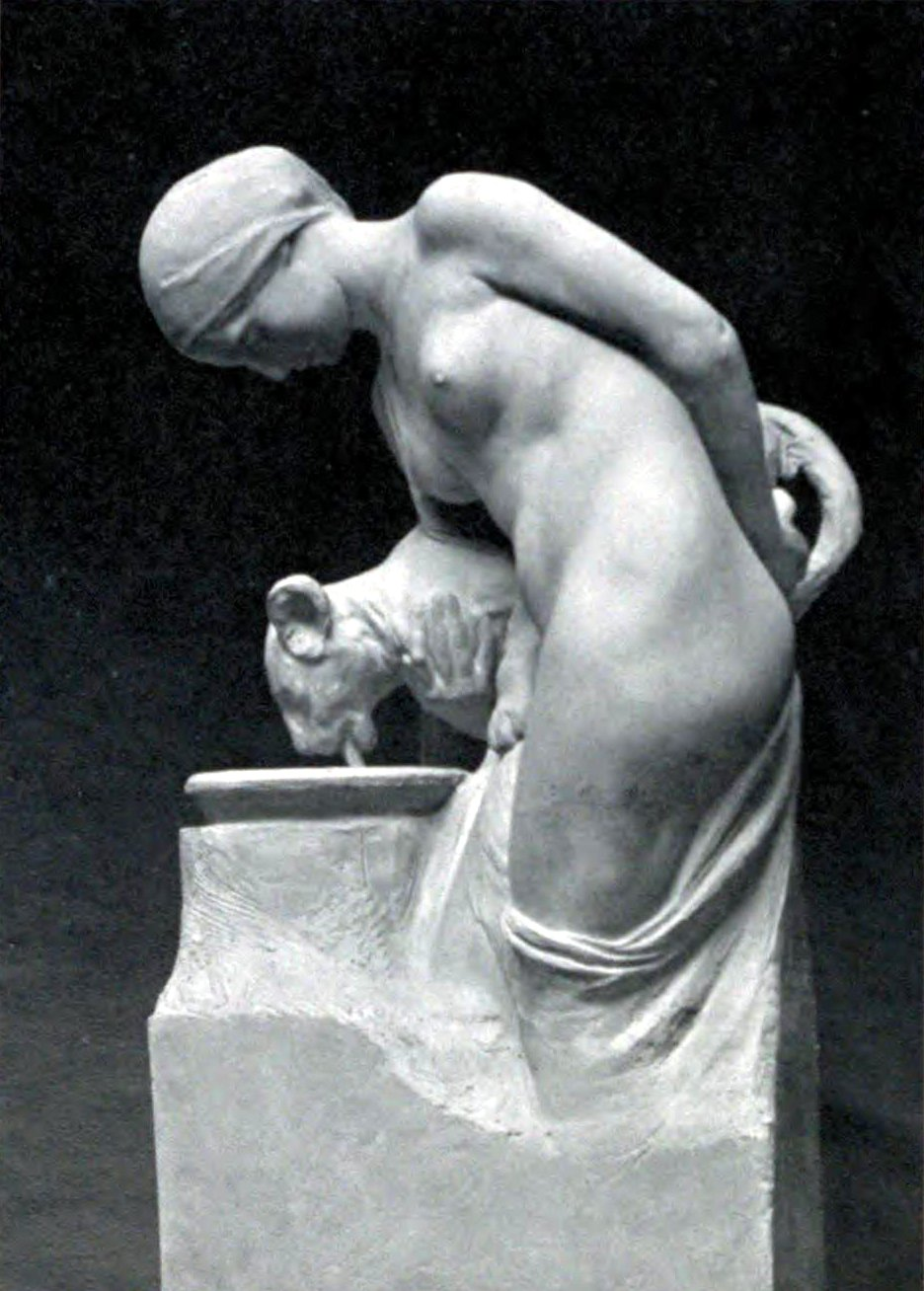
Fütterung
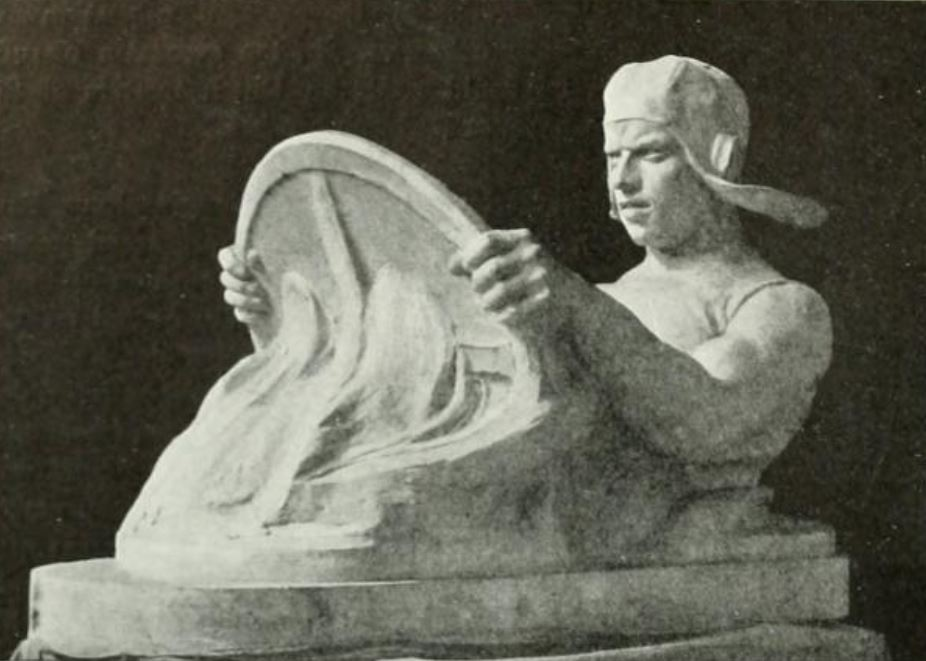
Der Fahrer

## Ausstellungen
Ausstellungsbeteiligungen (Auswahl):
- Münchener Jahresausstellung 1900 im königlichen Glaspalast
- Große Berliner Kunstausstellung 1901
- Weltausstellung 1904 in St. Louis[13]
- Große Berliner Kunstausstellung 1905
- Große Berliner Kunstausstellung 1906
- Große Berliner Kunstausstellung 1909
- Große Berliner Kunstausstellung 1910
- Kunstverein in Hamburg 1911
- Münchener Jahresausstellung 1913 im königlichen Glaspalast
- Große Berliner Kunstausstellung 1923
- Münchener Jahresausstellung 1930 im königlichen Glaspalast
- Große Berliner Kunstausstellung 1934